# Kobbegem
Kobbegem (fr. Kobbeghem, hist. Cobbeghem) – dzielnica (deelgemeente) gminy Asse w Belgii, w Regionie Flamandzkim, w prowincji Brabancja Flamandzka, w okręgu Halle-Vilvoorde. 1 stycznia 2020 roku liczyła 863 mieszkańców. Do 31 grudnia 1976 samodzielna gmina.

## Demografia
Liczba mieszkańców, stan na 1 stycznia:
| Rok                | 1900 | 1930 | 1970 | 2020 |
| ------------------ | ---- | ---- | ---- | ---- |
| Liczba mieszkańców | 365  | 417  | 534  | 863  |